# Galleria d'Arte Moderna (Milano)
La Galleria d'Arte Moderna Milano (detta anche GAM) è la più importante collezione lombarda di opere dell'Ottocento. Si trova a Milano all'interno di Villa Reale in via Palestro 16; fa capo alla Direzione Centrale Cultura del Comune di Milano ed è parte delle Civiche Raccolte d'arte del Comune di Milano.

## Storia
Nel 1903 il Comune decise di far confluire le opere donate in una Galleria d'Arte Contemporanea, dal 1877 custodite nel Salone dei Giardini Pubblici, quale sezione autonoma, al Castello Sforzesco. Nel 1920, quando Villa Reale viene ceduta dallo Stato al Comune di Milano, la Galleria d'Arte Moderna trova qui la sua sede definitiva.

## Sede

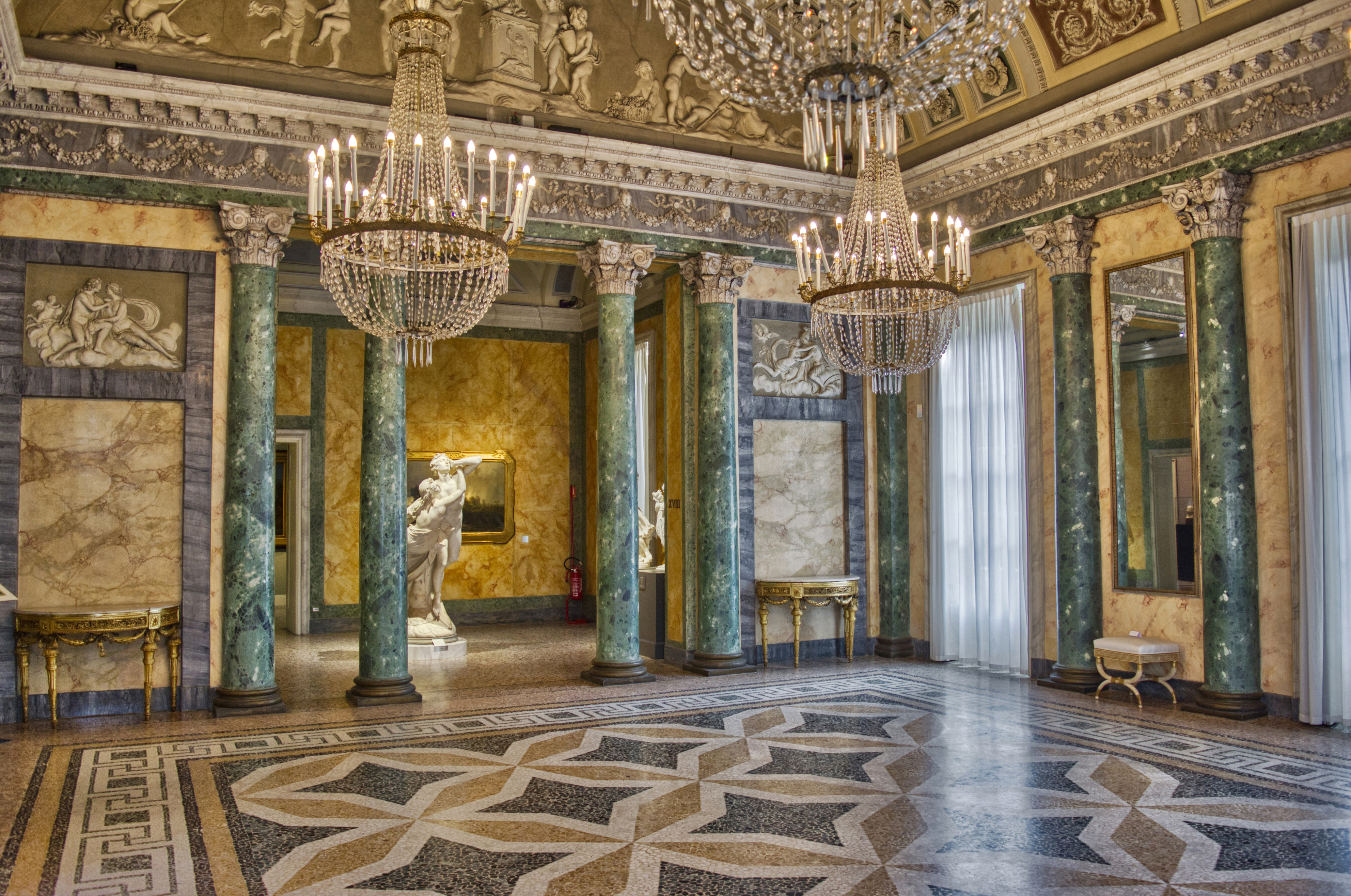
Salone del piano nobile

La Villa Belgiojoso in cui ha sede la Galleria è uno dei capolavori del Neoclassicismo di Milano. Fu edificata tra il 1790 e il 1796 come residenza del conte Ludovico Barbiano di Belgiojoso e fu progettata con eleganza e funzionalità dall'architetto austriaco Leopoldo Pollack, collaboratore del massimo rappresentante del Neoclassicismo lombardo, Giuseppe Piermarini.
Alla morte del conte la grande villa venne acquistata dal governo della Repubblica Cisalpina per trasformarla nella residenza milanese di Napoleone Bonaparte, che stava per divenire presidente della nuova Repubblica Italiana, di cui Milano sarebbe stata la capitale.
Trasformata nel 1921 in sede delle raccolte milanesi d'arte moderna, Villa Reale offre ai propri visitatori una straordinaria esperienza di continuità fra “contenuto” e “contenitore”, ribadita nel dopoguerra dalla scelta di circoscrivere all'Ottocento la collezione esposta in villa.

## Artisti principali

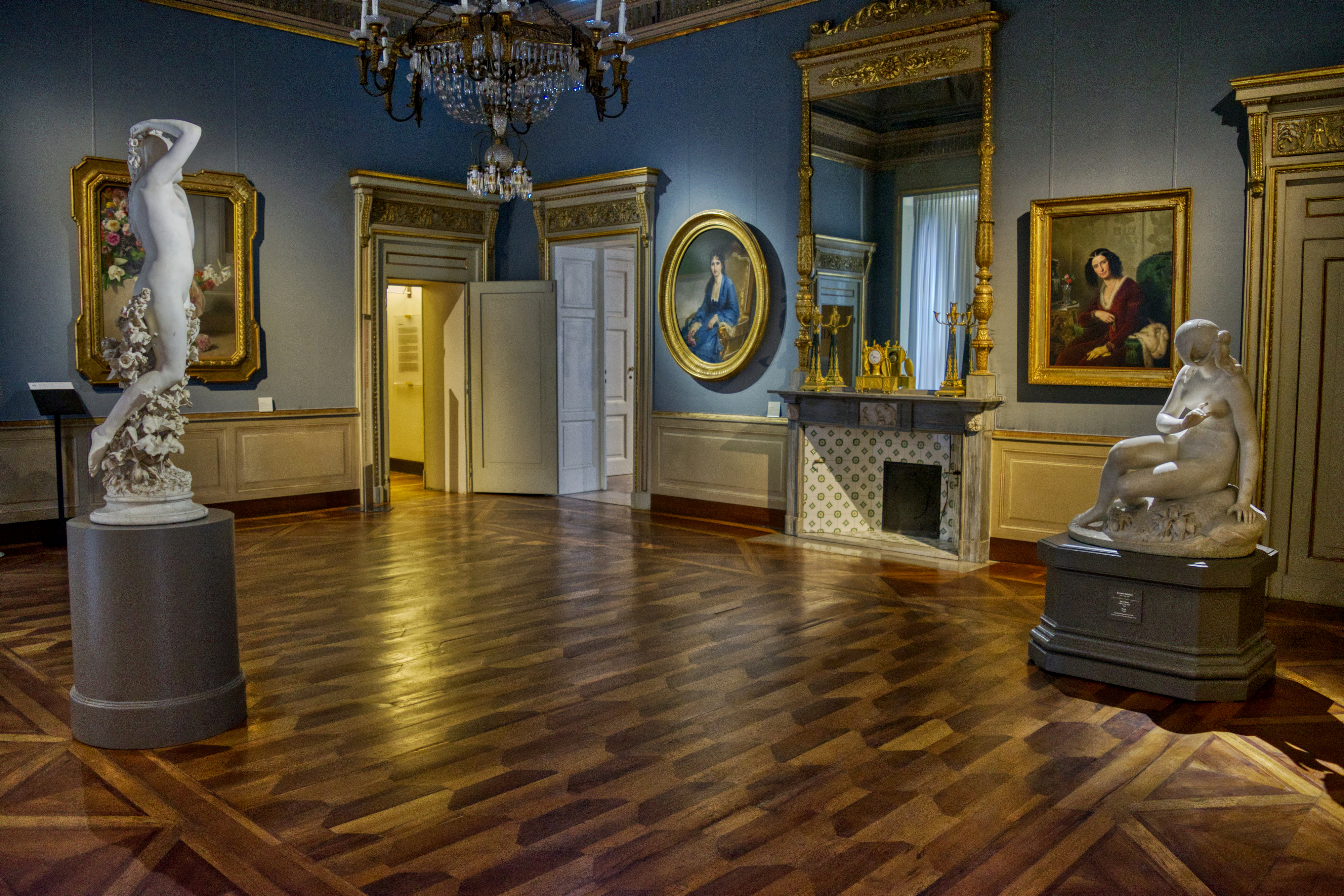
Sala della Galleria

Il pregio delle opere esposte rende internazionalmente nota la Galleria d'arte moderna di Milano. Nelle sue sale si possono ammirare capolavori provenienti da tre principali collezioni: la "Collezione dell'Ottocento" dello scultore Pompeo Marchesi, la "Collezione Vismara" di Giuseppe Vismara, e la "collezione Grassi" , raccolta d'arte orientale e dipinti donati al Comune di Milano nel 1956 dalla vedova dell'imprenditore Carlo Grassi). Le Collezioni Grassi e Vismara sono visitabili grazie ai volontari per Il Patrimonio Culturale del Touring Club Italiano.
Comprendono opere di Andrea Appiani, Francesco Hayez, Francesco Filippini, Giuseppe Amisani, Cherubino Cornienti, Pompeo Marchesi, Tranquillo Cremona, Giovanni Segantini, Federico Faruffini, Giuseppe Pellizza da Volpedo, Antonio Canova, Daniele Ranzoni, Medardo Rosso, Gaetano Previati, protagonisti della storia dell'arte italiana ed europea. Capolavori che, grazie anche al collezionismo del Novecento e alle donazioni di altri mecenati (Gian Giacomo Bolognini, Vittore Grubicy De Dragon), hanno arricchito negli anni il patrimonio artistico della Galleria.
Le sale della Villa ospitano, inoltre, anche opere di Paul Cézanne, Giovanni Fattori, Vincent van Gogh, Silvestro Lega, Édouard Manet, Giacomo Balla, Paul Gauguin, Pablo Picasso, Amedeo Modigliani, Umberto Boccioni e altri esponenti del Novecento italiano.

## Opere principali

### Opere pittoriche
Francesco Hayez
- Maddalena penitente, 1833
- Ritratto di Alessandro Manzoni, 1841
- Ritratto di Matilde Juva Branca, 1851
- Ritratto della contessina Antonietta Negroni Prati Morosini bambina, 1858

Giovanni Segantini
- Le due madri, 1889
- L'angelo della vita, 1894
- L'amore alla fonte della vita, 1896

Giuseppe Pellizza da Volpedo
- Il quarto stato, 1898-1901

Giacomo Balla
- Espansione per velocità (Velocità d'automobile), 1913-14
- Morbidezze di primavera, 1918

Giuseppe De Nittis
- Colazione a Posillipo, 1878
- La femme aux pompons, 1879

Francesco Fidanza
- Incendio in un porto di mare, 1798
- Una nevicata, 1817

Umberto Boccioni
- La madre, 1907

Pablo Picasso
- Tête de femme (La Mediterranée), 1957

Paul Gauguin
- Vaches à l'abreuvoir, 1885
- Donne di Tahiti , 1891

Vincent van Gogh
- Donne bretoni, 1888

Édouard Manet
- Il signor Arnaud a cavallo, 1875

Francesco Filippini
- La Grande Marina, 1875
- Vespero di Novembre, 1891

Paul Cézanne
- I ladri e l'asino, 1869

Andreas Achenbach
- Marina agitata sotto un cielo burrascoso, 1853
- Tramonto dopo un temporale a Porto Venere nel golfo della Spezia, 1857

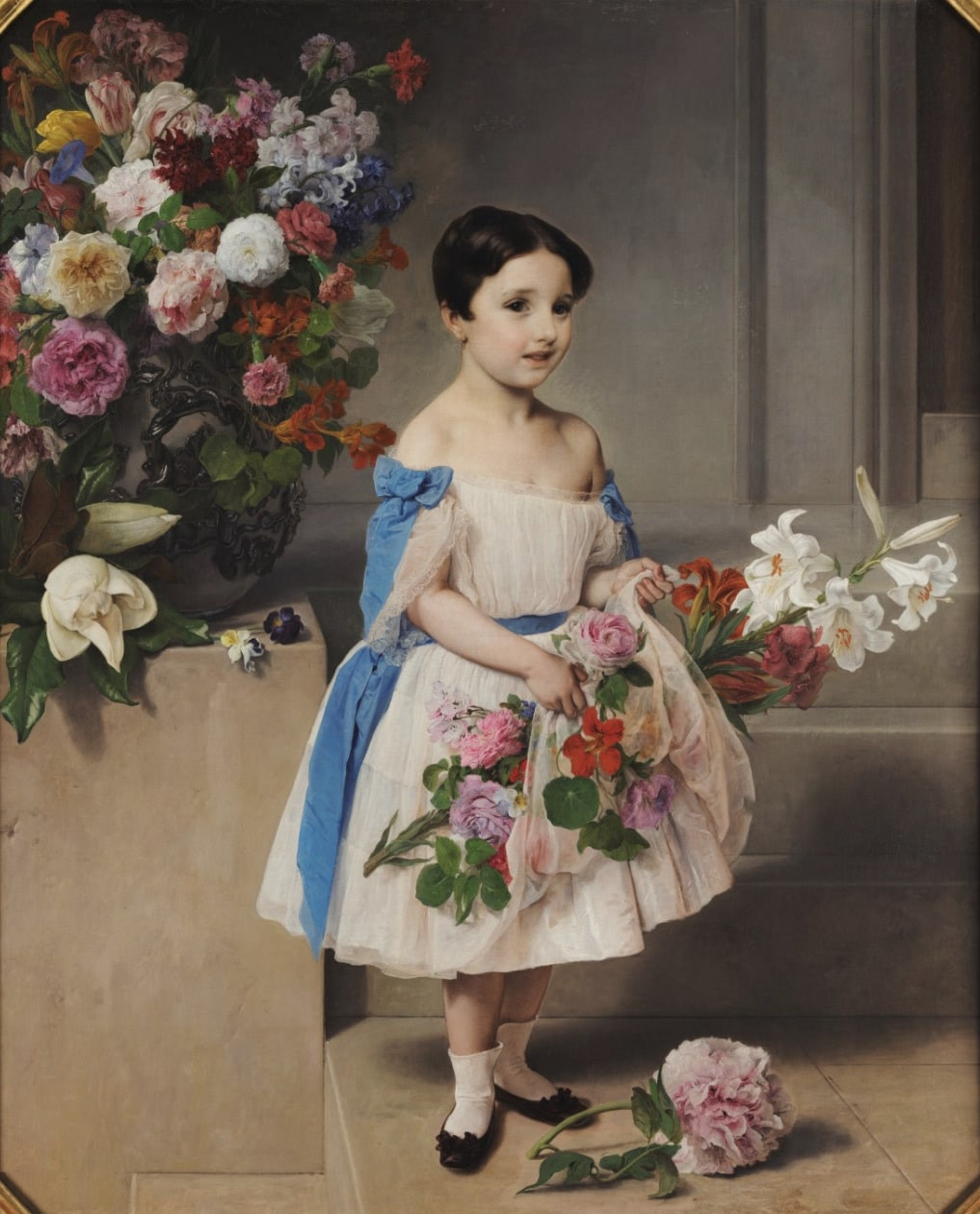
Ritratto della contessina Antonietta Negroni Prati Morosini bambina, Francesco Hayez, 1858.
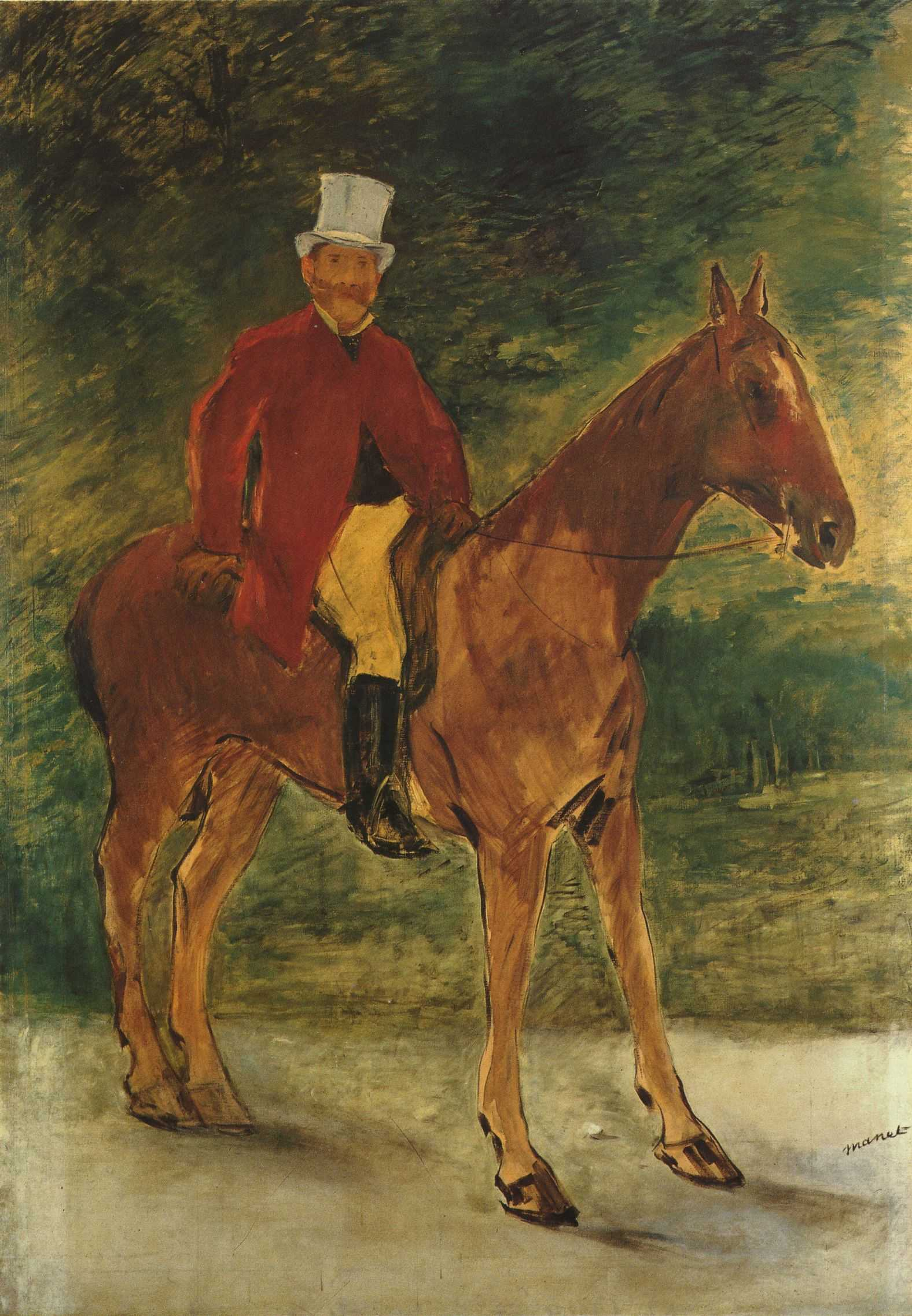
Il signor Arnaud a cavallo, Édouard Manet, 1875.
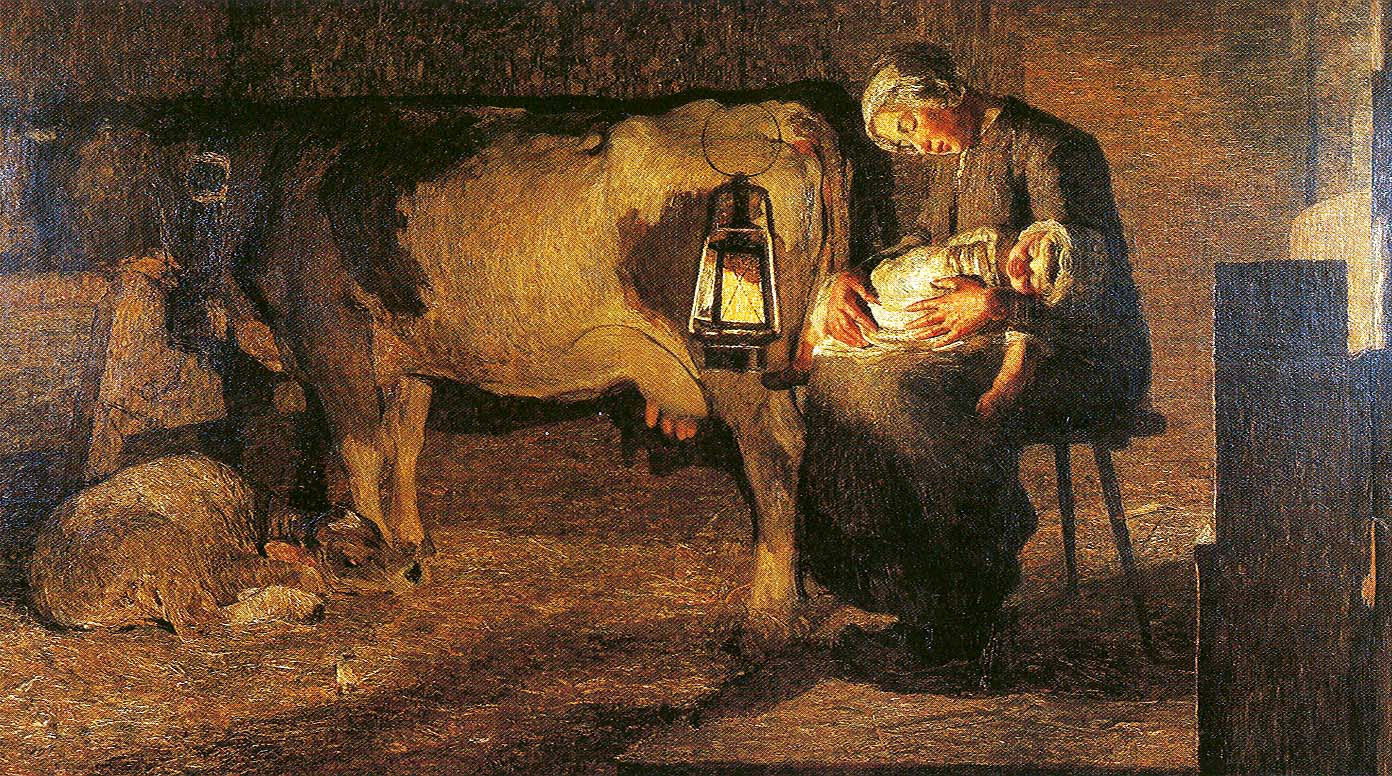
Le due madri, Giovanni Segantini, 1889.
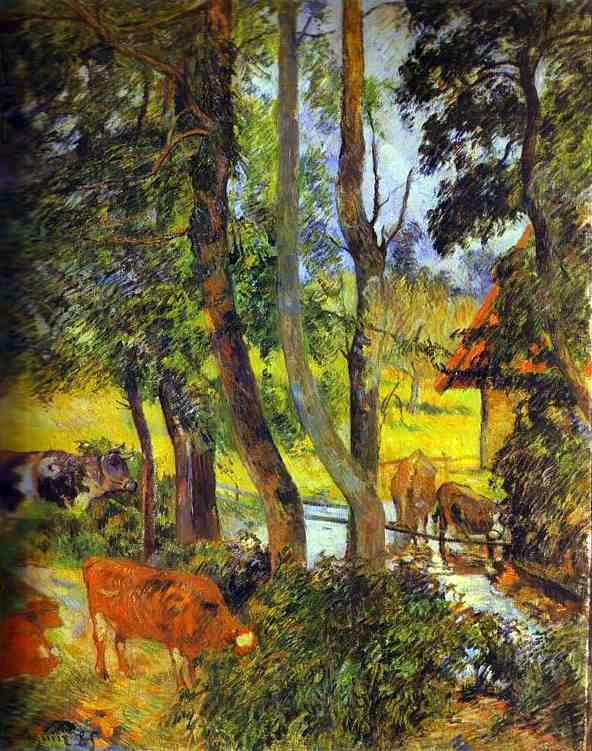
Vacche all'abbeveratoio, Paul Gauguin, 1885

### Opere scultoree
- Camillo Pacetti, Minerva infonde l'anima all'automa di Prometeo, 1806
- Bertel Thorvaldsen, Cenotafio alla contessa Anna Maria Porro Lambertenghi, 1818
- Antonio Canova, Erma di Vestale, 1818
- Innocenzo Fraccaroli, Achille ferito, 1842
- Giovanni Strazza, Ismaele abbandonato nel deserto, 1844
- Giovanni Maria Benzoni, Amore e Psiche, 1845
- Pompeo Marchesi, Venere, 1855
- Alessandro Puttinati, Masaniello, (1846)
- Francesco Barzaghi, Frine, circa 1863
- Filippo Biganzoli, Laudomia, 1865
- Vincenzo Vela, Flora, 1882
- Adolfo Wildt, Vir Temporis Acti (Uomo antico), 1914

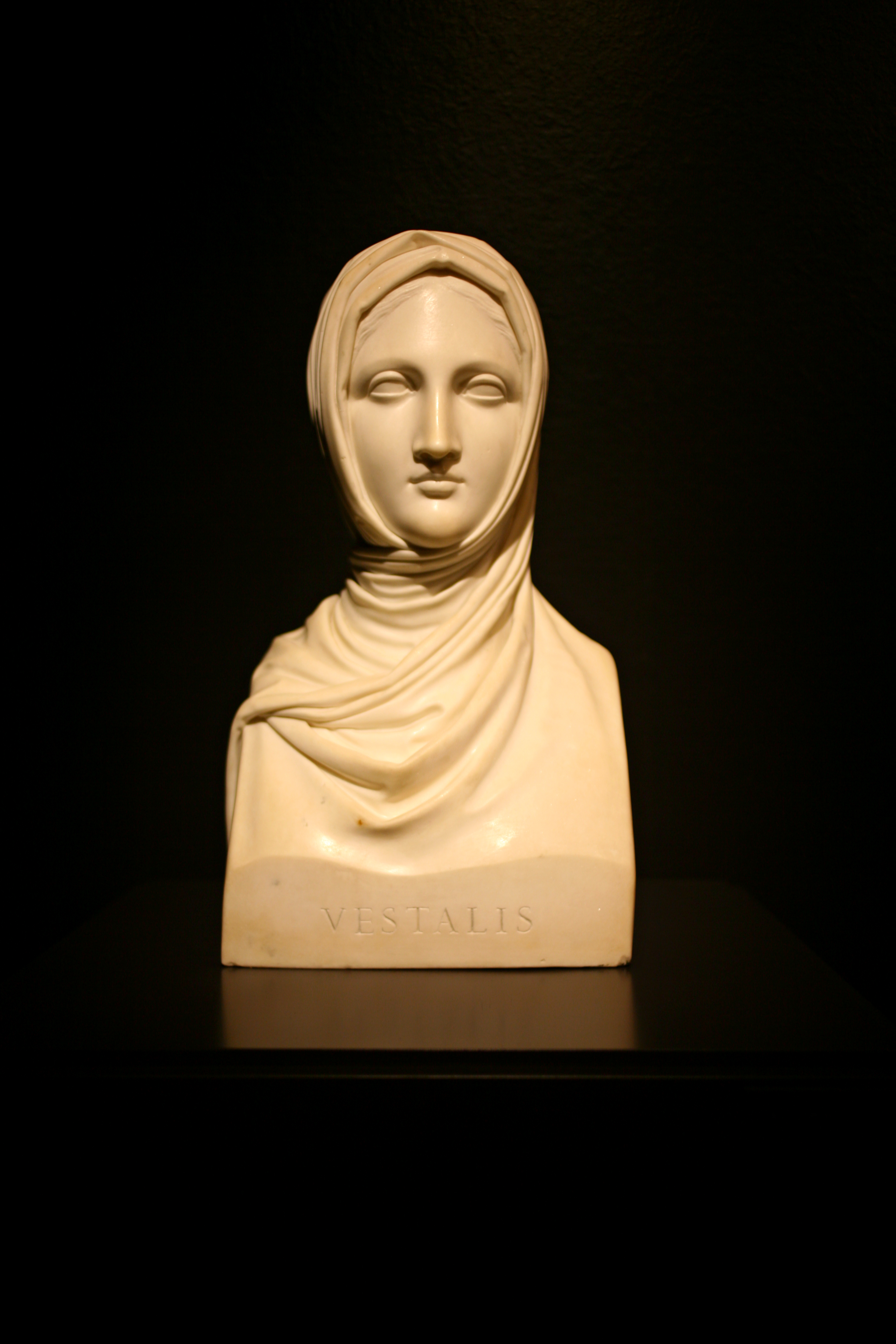
Antonio Canova - Erma di Vestale, 1818
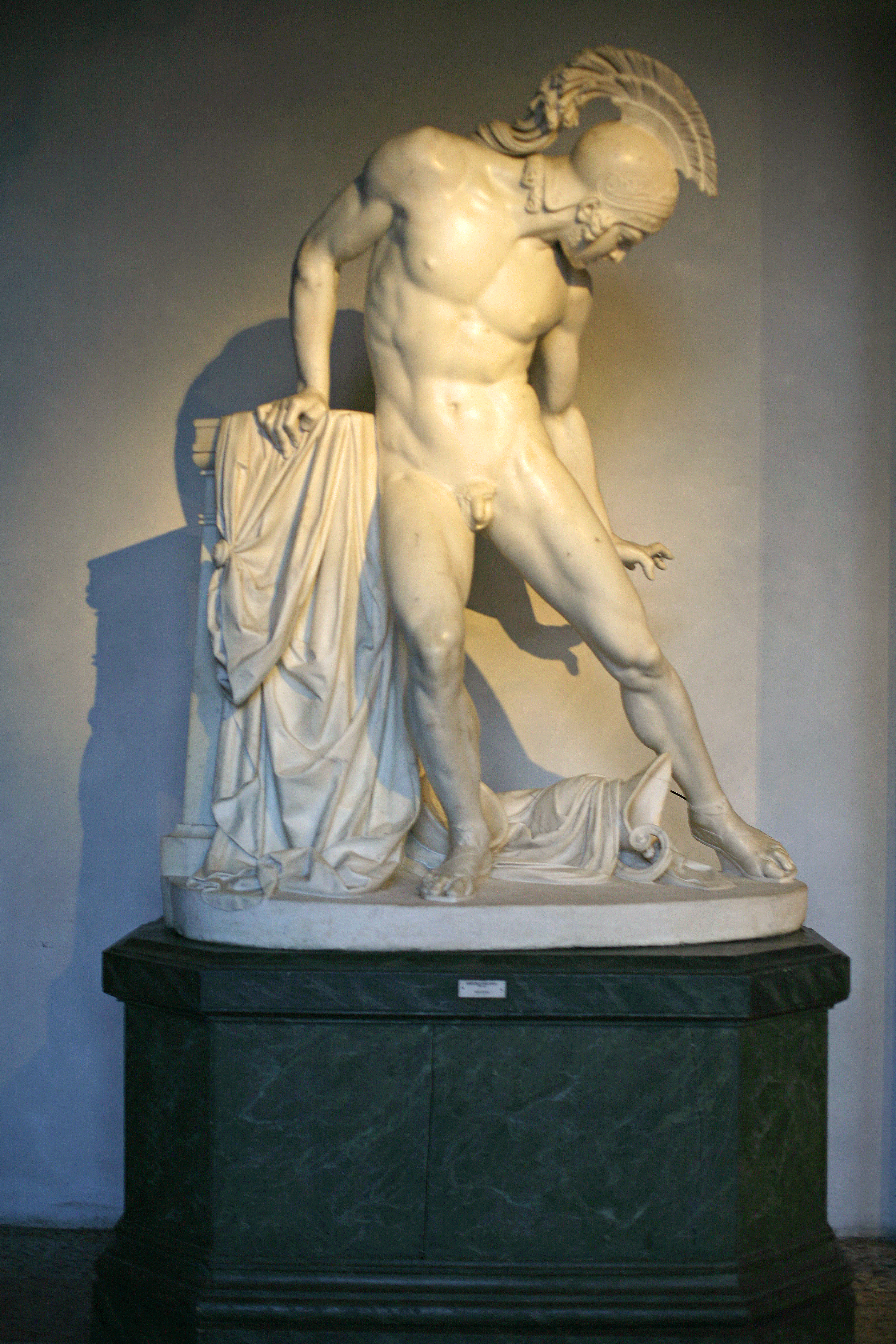
Innocenzo Fraccaroli - Achille ferito, 1842
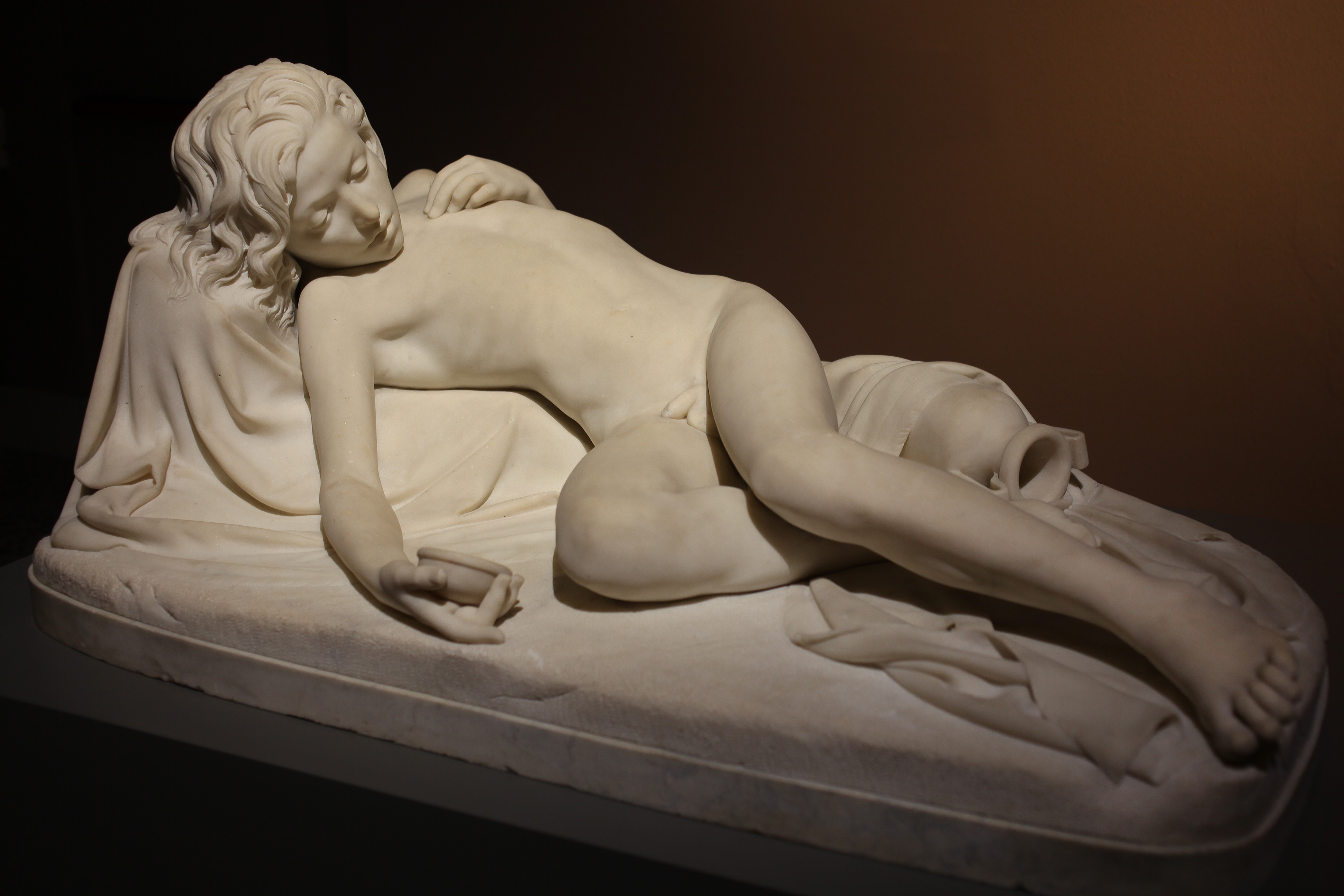
Giovanni Strazza - Ismaele abbandonato nel deserto, 1850
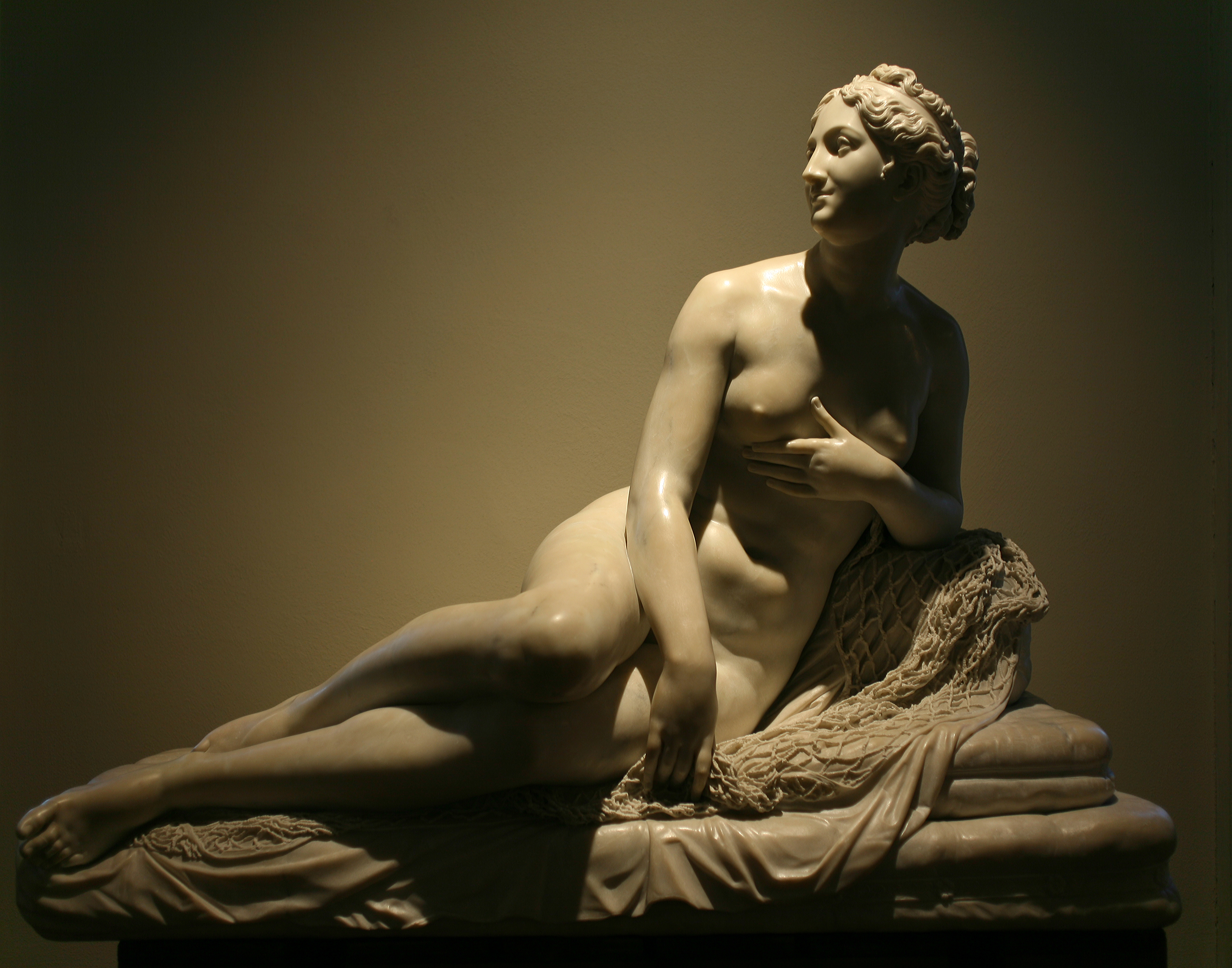
Pompeo Marchesi - Venere (1855)
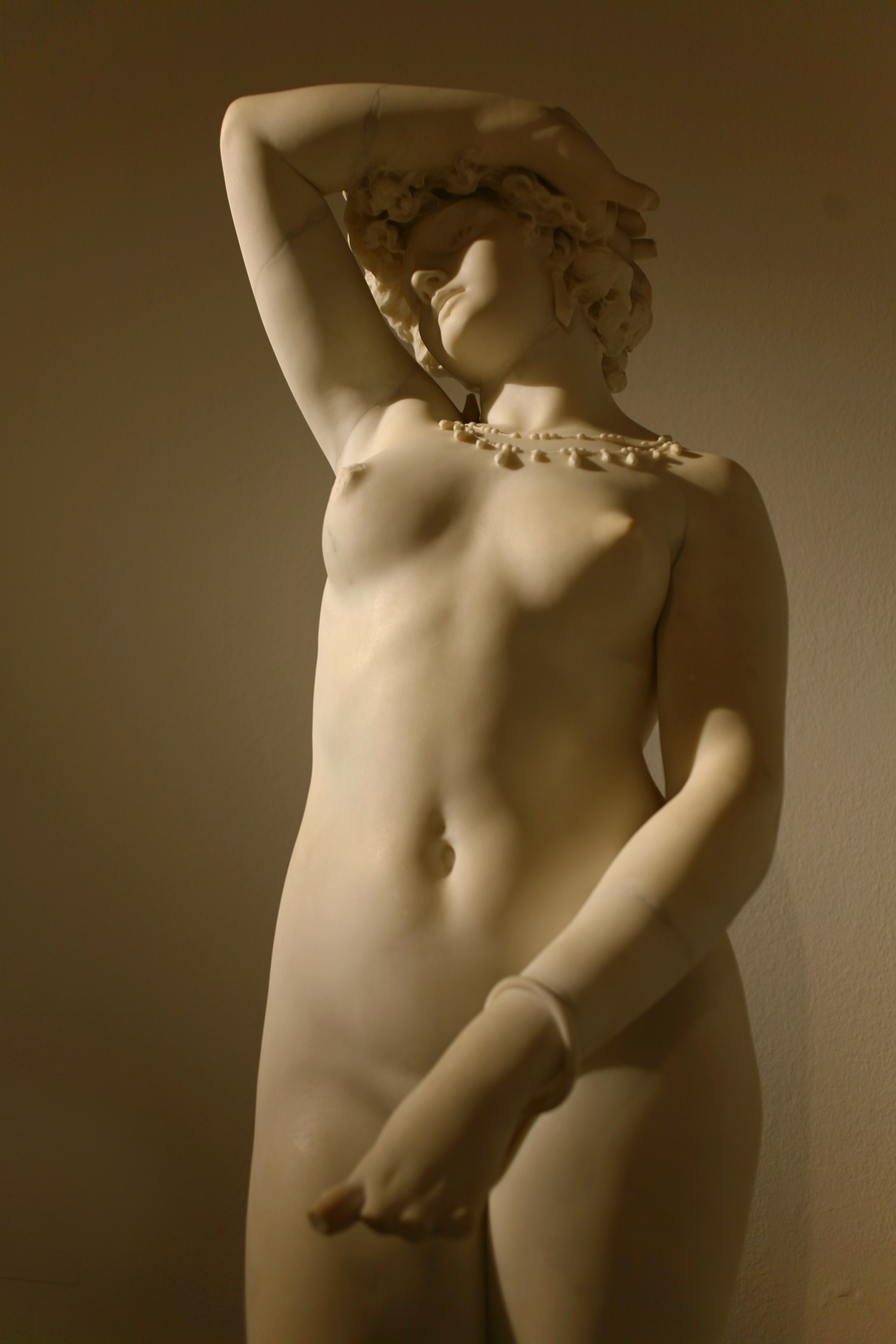
Francesco Barzaghi - Frine, 1872